# ویلانوا (پنسیلوانیا)
ویلانوا (به انگلیسی: Villanova) یک منطقهٔ مسکونی در ایالات متحده آمریکا است که در پنسیلوانیا واقع شده‌است.